# Piero Pierotti (regista)
Piero Pierotti, noto anche con lo pseudonimo di Peter E. Stanley (Pisa, 1º gennaio 1912 – Roma, 4 maggio 1970), è stato un regista e sceneggiatore italiano.

## Biografia
Nato a Pisa nel 1912, dopo gli studi universitari, si trasferisce a Roma, riuscendo ad entrare come allievo nel corso per regia cinematografica presso il Centro Sperimentale di Cinematografia, diplomandosi nel 1939.
Inizia la sua attività professionale come aiuto regista e sceneggiatore, per passare alla direzione di cortometraggi di tematiche più diverse, arrivando solo nel 1958, alla regia di un lungometraggio, con la pellicola in costume e avventura L'arciere nero, si specializzerà in seguito in film peplum e cappa e spada.
Dodici i film portati a termine nella sua carriera di regista, interrotta dalla morte, avvenuta a Roma nel 1970.

## Filmografia parziale

### Regista e sceneggiatore
- L'arciere nero (1959)
- La scimitarra del Saraceno (1959)
- Golia e il cavaliere mascherato (1963)
- Ercole contro Roma (1964)
- Il ponte dei Sospiri, co-diretto con Carlo Campogalliani (1964)
- Sansone e il tesoro degli Incas (1964)
- Il mistero dell'isola maledetta (1965)
- Zorro il ribelle (1966)
- Assalto al tesoro di stato (1967)
- Testa o croce (1969)
- La grande avventura di Scaramouche (1970)

### Regista
- Cavalcata selvaggia (1960)
- Una regina per Cesare (1962)
- Marco Polo, co-diretto con Hugo Fregonese (1962)
- Napoleone a Firenze (1964)

### Sceneggiatore
- Guai ai vinti, regia di Raffaello Matarazzo (1954)
- L'angelo bianco, regia di Raffaello Matarazzo (1955)
- La donna più bella del mondo, regia di Robert Z. Leonard (1955)
- L'intrusa, regia di Raffaello Matarazzo (1956)
- I pianeti contro di noi, regia di Romano Ferrara (1962)
- Sansone contro il corsaro nero, regia di Luigi Capuano (1964)
- Superseven chiama Cairo, regia di Umberto Lenzi (1965)
- Zorro marchese di Navarra, regia di Franco Montemurro (1969)